# Kyūdō

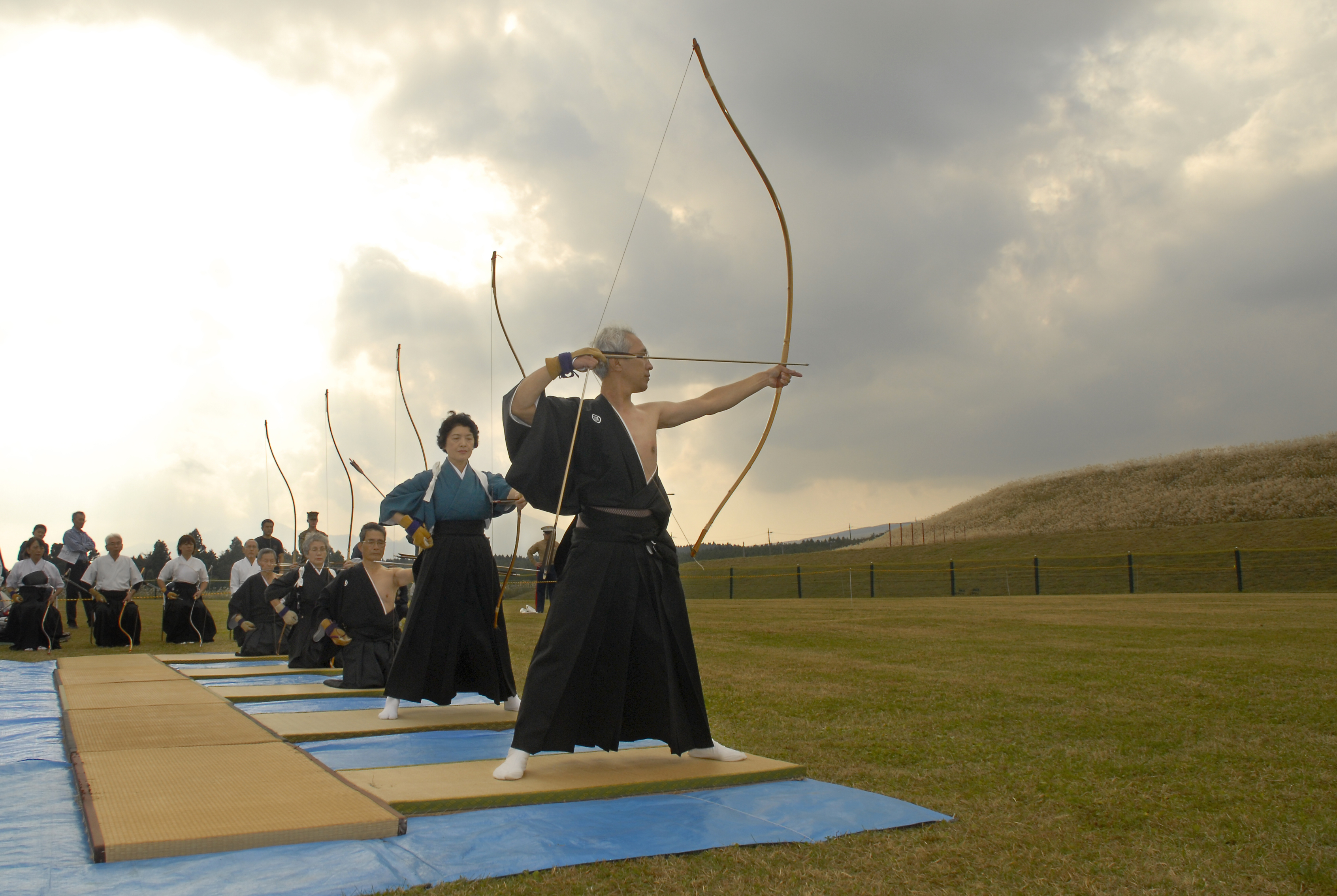
Trening łuczników

Kyūdō (jap. 弓道 kyūdō; dosł.: droga łuku, łucznictwo japońskie) − japońskie łucznictwo ceremonialne, wywodzące się z tradycji samurajskich, łączące w sobie elementy walki i opanowania w filozofii zen. Zaliczane do sztuk budō.

## Filozofia kyūdō
W czystej formie kyūdō jest praktykowane jako sztuka i jako metoda rozwoju moralnego i duchowego. Kyūdō stawia granicę między zręcznością a przygotowaniem duchowym. Wyraża się to w trzech poziomach trafiania w cel: tōteki (strzała uderza w tarczę), kanteki (strzała przebija tarczę) i zaiteki (strzała tkwi w tarczy). Pierwszy z nich to stawianie wyłącznie na celność, bez dbania o metody oraz o dalszy rozwój, gdy znajdzie się wystarczająco celną technikę. Na drugim poziomie nie polega się wyłącznie na zręczności. Do perfekcji ruchów dochodzi dbałość o postawę duchową, czy kontrolę oddechu. Na poziomie zaiteki to połączenie trzech sfer: umysłu, ciała i łuku. Dla łucznika ważniejszy jest on sam niż cel. Współczesne kyūdō stawia sobie trzy cele: Shin (jap. 真 Prawda), Zen (jap. 善 Dobro), Bi (jap. 美 Piękno).
W filozofii kyūdō można zauważyć elementy zarówno shintō, jak i buddyzmu zen. Łuk był tradycyjnie używany w obrzędach i uroczystościach shintō. W każdym kyūdōjō wyróżnia się miejsce główne, honorowe, zwane kamiza lub jōza. Również ceremoniał strzelania i ubiór zaczerpnięto z shintō. Z kolei myśl zen stała się podstawą duchowego treningu samurajów w okresie Kamakura.
Duży wpływ na dostrzeganie elementów zen w kyūdō, zwłaszcza z europejskiego punktu widzenia, miał niemiecki filozof Eugen Herrigel. W latach 1924–1929 wykładał filozofię na Uniwersytecie Tohoku w Sendai, w tym też okresie praktykował kyūjutsu u mistrza Kenzō Awy. Rezultatem tych praktyk była książka Zen w sztuce łucznictwa wydana w 1948 roku. Są jednak przesłanki, że Herrigel z powodu bariery językowej mógł źle zrozumieć wyjaśnienia mistrza lub pod wpływem fascynacji zen celowo przeinaczyć pewne fakty, nadając łucznictwu wymiar bardziej duchowy. Także Kenzō Awa miał o wiele bardziej ekscentryczne i religijne podejście do kyūjutsu niż było to przyjęte wśród ogółu ówczesnych łuczników – spotkał się za to z krytyką ze strony m.in. Toshizane Hondy.

## Historia kyūdō

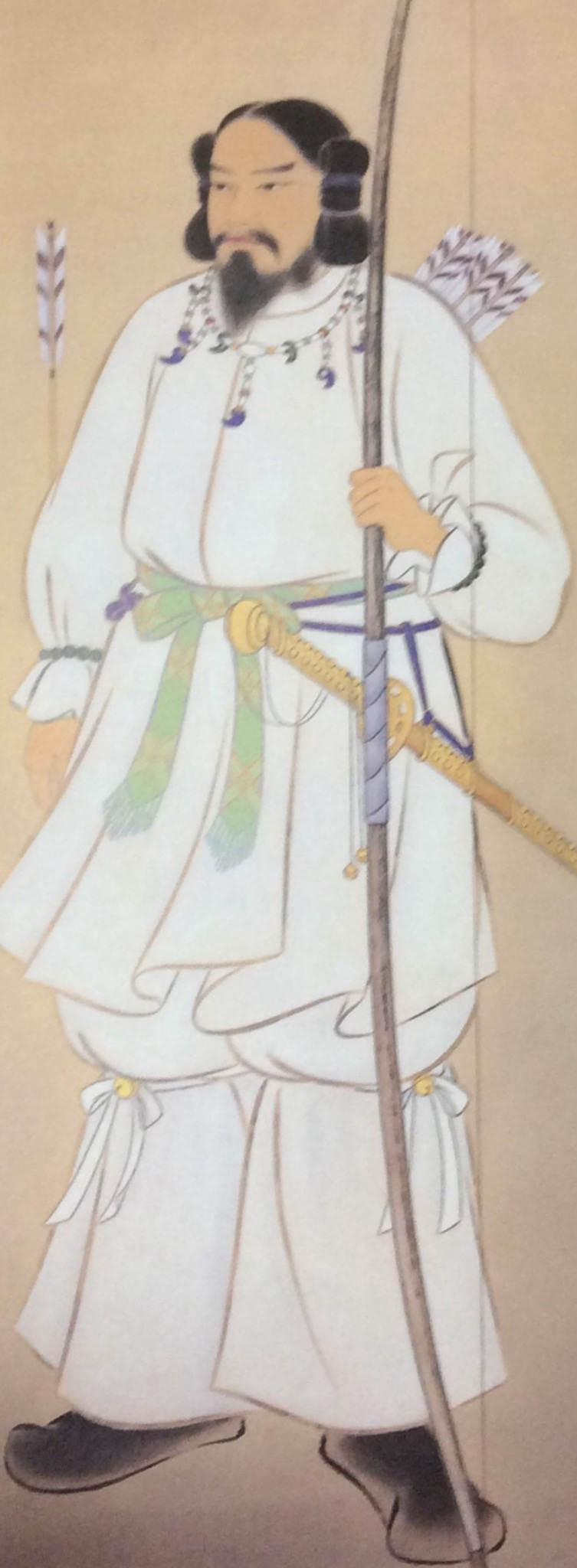
Cesarz Jimmu z łukiem

Łuk był szeroko stosowany już w okresie jōmon jako narzędzie łowów, broń w starciach między plemionami, lecz także pełnił funkcję rytualną. Wraz z okresem yayoi i tworzeniem się struktur państwowych, łuk stał się narzędziem przewagi politycznej i atrybutem władzy. Legendarny pierwszy cesarz Jimmu niemal zawsze był przedstawiany z łukiem i strzałami.
Pod wpływem kultury chińskiej Japończycy przejęli etykietę i ceremoniał, popularne stały się zawody łucznicze. Te wpływy utrzymały się nawet po zerwaniu kontaktów z Chinami w IX wieku. W kolejnych trzech wiekach, wraz ze słabnącą władzą centralną, rozwojem prywatnych armii oraz formowaniem się kasty samurajów z oddziałów konnych łuczników, zaczęły powstawać pierwsze łucznicze szkoły walki. Za pierwszą prawdziwą szkołę uznaje się Henmi-ryū, założoną przez Kiyomitsu Henmi. Jego potomkowie zaś przyczynili się do powstania Takeda-ryū i Ogasawara-ryū. Za sprawą zarządzenia Yoritomo Minamoto głównym instruktorem łuczniczych oddziałów konnych został Nagakiyo Ogasawara. Ujednolicenie technik konnego łucznictwa przyczyniło się do powstania yabusame.

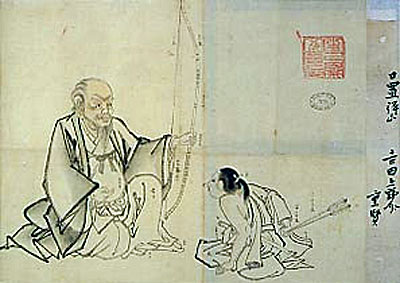
Masatsugu Danjō Heki (1443–1502) i Shigekata Yoshida (1463–1543)

Pod koniec XV wieku półlegendarny Masatsugu Heki (niektórzy negują jego istnienie) opracował nową metodę nauki strzelania, która szybko zyskała popularność. Głównym spadkobiercą jego technik został Shigekata Yoshida, zaś jego potomkowie zakładali własne oparte na Heki-ryū, wśród nich takie jak Heki-ryū Chikurin-ha, Heki-ryū Sekka-ha, Heki-ryū Insai-ha.
Wraz z przybyciem do Japonii Portugalczyków w 1543 roku, a tym samym pojawieniem się muszkietów, znaczenie bojowe łuku spadało. Już w 1575 roku, podczas bitwy pod Nagashino pojawiły się pierwsze oddziały muszkieterów. Mimo to samurajowie nie chcieli rozstać się z łuczniczymi tradycjami. Jedną z metod podtrzymywania tej sztuki były turnieje organizowane przy świątyni Sanjūsangen-dō w Kioto. Łucznicy przez 24 godziny strzelali na zewnętrznym korytarzu świątyni na dystans około 120 metrów, ale utrudnieniem były belki sufitowe świątyni, które nie pozwalały strzelać zbyt wysoko. W okresie Edo ośmiuset dwudziestu trzech łuczników podjęło się tej próby, najlepsze wyniki osiągnęli: Kanzaemon Hoshino (8000 trafień na 10 542 strzały) i Daihachirō Wasa (8133 trafienia na 13 053 strzały).
W drugiej połowie XVII wieku zaczęto bardziej praktykować ceremonialną formę łucznictwa. Pojawił się wtedy termin kyūdō, w przeciwieństwie do używanego wcześniej kyūjutsu. Za autora tego określenia uważa się Kozana Morikawę, założyciela Yamato-ryū. Jednak znaczenie łuku dalej spadało. Dopiero na przełomie XIX i XX wieku Toshizane Honda, instruktor Uniwersytetu Cesarskiego, połączył szkoły bojowe i ceremonialne, tworząc własną szkołę Honda-ryū, która pozwoliła łucznictwu przetrwać.
Na początku lat trzydziestych XX wieku mistrzowie łucznictwa z Dai-Nippon Butoku-kai (Stowarzyszenie Sztuki Wojennej Wielkiej Japonii) podjęli próbę unifikacji szkół łuczniczych. Wysłali zaproszenia do wielu szkół, wstępne porozumienie osiągnięto w 1934 roku. Na przeszkodzie stanęła II wojna światowa – kyūdō jako sztuka walki zostało zakazane przez alianckich okupantów. Pierwszą nieudaną próbę powołania nowej federacji kyūdō podjęto w 1946. Po trzech latach udało się jednak powołać Ogólnojapońską Federację Łucznictwa (Zen-Nihon Kyūdō Renmei), która w 1953 roku opublikowała Kyūdō kyōhan, podręcznik kyūdō, opisujący zasady strzelania. Od 1967 roku dopuszczono łucznictwo jako jeden z przedmiotów w liceach.

## Ekwipunek

### Yumi

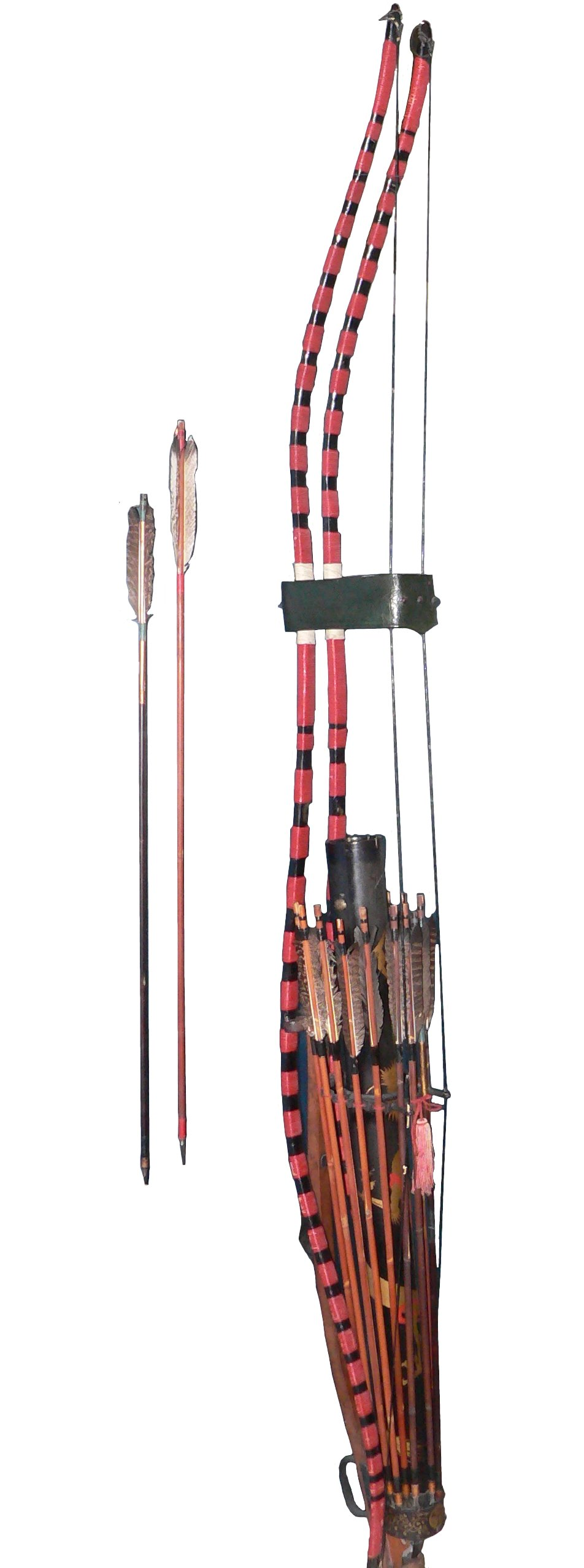
Yumi i ya

Yumi (japoński łuk) jest wyjątkowo długi (tradycyjna długość to 2,21 m), przewyższając wzrost łucznika (kyūdōjin lub kyūdōka). Dwie trzecie długości jest ponad uchwytem, a jedna trzecia − poniżej. Łuki o podobnej długości pojawiły się już w III w. p.n.e., a wizerunki ich asymetrycznych kształtów pojawiły się w okresie Yayoi. Najstarszy znaleziony łuk odkryto w Narze, datowany jest na V wiek n.e. Przyczyna, dla której japońskie łuki przybrały charakterystyczny kształt nie jest w pełni jasna. Pod koniec X wieku zaczęto konstruować łuki dwuelementowe, z bambusa i drewna. Potem pojawiły się trzyelementowe, aż w XIV lub XV wieku zaczęto konstruować łuki wykonane z drewna, otoczonego czterema bambusowymi listewkami. Od połowy XVI wieku metody wykonywania bambusowych łuków właściwie się nie zmieniły. W czasach nowożytnych zaczęto jednak wytwarzać łuki z materiałów syntetycznych: włókna węglowego lub szklanego. Są one trwalsze od bambusowych łuków i tańsze w produkcji, stąd często korzystają z nich nowicjusze. Nawet zaawansowani łucznicy mogą posiadać yumi z innych materiałów niż bambus z powodu jego wrażliwości na skrajne warunki klimatyczne.

### Ya
Podobnie jak łuki, strzały (ya) również są dłuższe niż w zachodnim łucznictwie, sięgają ponad metr długości. Drzewce (zwane no) tradycyjnie są bambusowe, z lotkami (hane) z piór orła lub jastrzębia. Strzały wykonywane są także z innych materiałów, jak aluminium czy włókno węglowe. Lotki (hane) natomiast wytwarzane są również z piór indyków lub łabędzi. W przypadku orłów i jastrzębi, korzysta się z zewnętrznych piór z ogona, łabędzie i indycze pióra bierze się wyłącznie ze skrzydeł. Zazwyczaj łucznik przystępuje do strzelania z parą strzał, zwanych haya i otoya. Wystrzelona haya obraca się zgodnie z ruchem wskazówek zegara, podczas gdy otoya obraca się przeciwnie do ruchu wskazówek zegara – jest to spowodowane użyciem lotek z różnych stron ciała ptaka, odpowiednio skręconych w lewo i prawo. Pierwsza wystrzeliwana jest haya, po niej otoya. Historyczne groty (yajiri) miewały różne kształty, współczesne (zwane yanone) występują w dwóch głównych wariantach – do strzelania do mato i do makiwary.

### Yugake
Łucznicy zakładają na prawą rękę rękawicę zwaną yugake. Około VII wieku, pod chińskim wpływem, zmienił się styl strzelania, do naciągania cięciwy zaczęto używać kciuka. Używane w innych kulturach zekiery w Japonii przybrały postać początkowo opaski ze skóry, która z czasem przekształciła się w pełną rękawicę. Wczesne rękawice dawały możliwość swobodnego posługiwania się mieczem, jednak wraz z popularyzacją strzelania do tarczy, rękawice uległy dalszym przekształceniom, ułatwiającym obsługę łuku. Yugake zazwyczaj produkuje się ze skóry jelenia. Kciuk rękawicy ma bruzdę, której używa się do naciągania cięciwy (tsuru). Funkcjonują trzy główne rodzaje rękawic: trójpalczaste (mitsugake), czteropalczaste (yotsugake) i pięciopalczaste (morogake) – Ogasawara-ryū używa wyłącznie morogake, Heki-ryū preferuje mitsugake, zaś rękawice yotsugake pojawiły się na potrzeby turniejów w Sanjūsangen-dō.

### Strój
Tradycyjny strój treningowy składa się z keikogi, hakamy, pasa obi oraz skarpet tabi. Dodatkowo, częścią kobiecego stroju jest muneate, osłona piersi. Również hakama kobiet różni się nieco od hakamy mężczyzn. Inną typem stroju, wymaganym m.in. na egzaminach na wyższe stopnie, jest kimono

## Kyūdōjō
Termin kyūdōjō (jap. 道場) może odnosić się do dowolnego miejsca, gdzie praktykuje się kyūdō. Początkowo nawet rzadko było utożsamiane z budynkiem – samurajowie ćwiczyli w warunkach zbliżonych do bojowych, na otwartym powietrzu. Na miejsce ćwiczeń używano również nazwy yaba (jap. 矢場). Niezależnie od wielkości i architektury, obecności w takim miejscu powinny towarzyszyć odpowiednie zachowanie i etykieta. Trzy główne elementy tradycyjnego kyūdōjō to shajo (jap. 射場), matoba (jap. 的場) i yamichi (jap. 矢道).

### Shajo

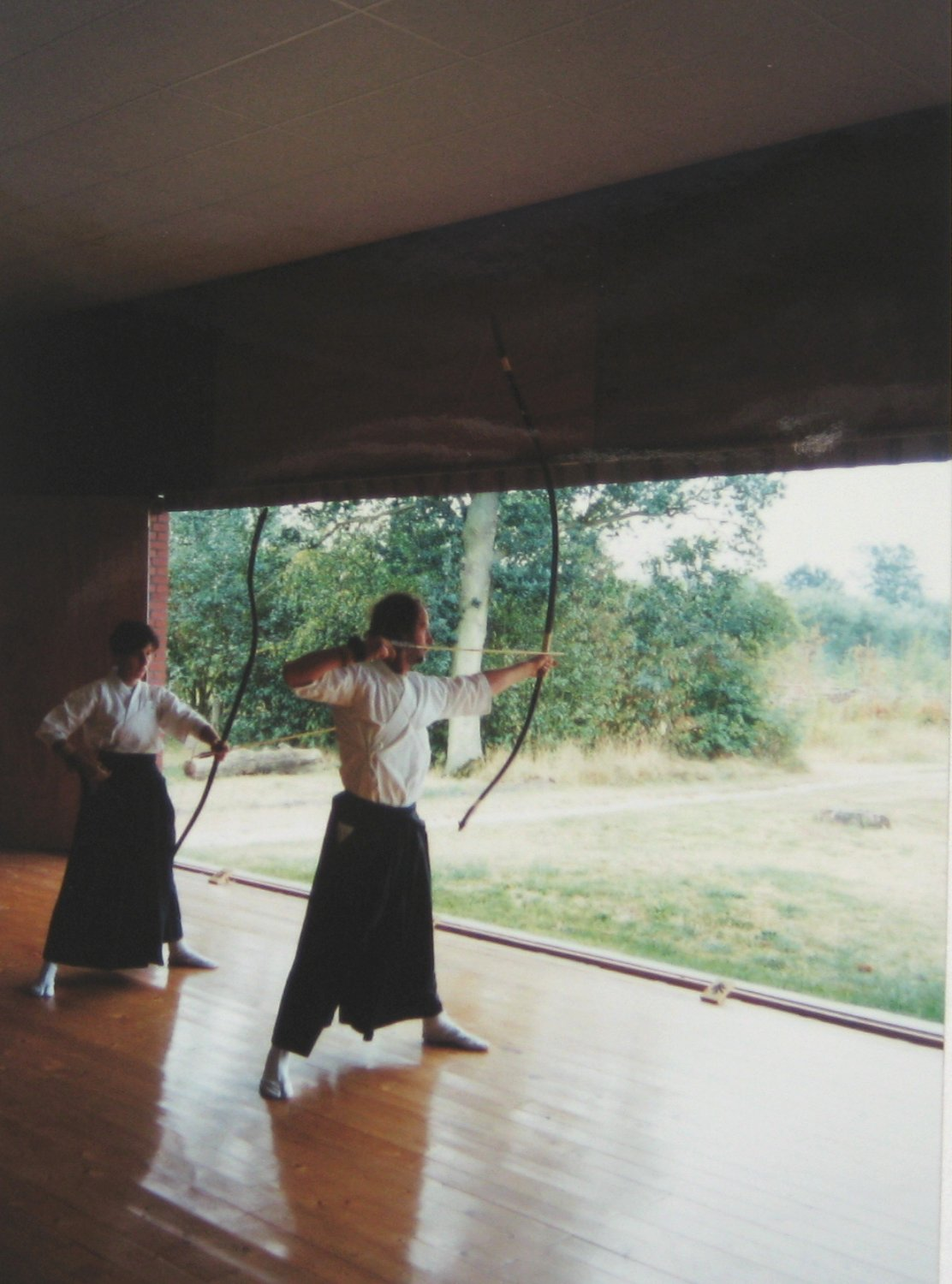
Łucznik oddający strzał z shajo

Shajo jest przestrzenią z której oddaje się strzały. Tradycyjnie jest to osobny budynek, otwarty ze strony, w którą się strzela. Musi mieć wysokość co najmniej 3,8 metra, by umożliwiać podniesienie łuku. Szerokość podłogi to przynajmniej 5 metrów, a długość powinna być taka, by łucznicy mogli stanąć w odstępach 1,8 metra – zwykle strzelająca grupa liczy trzy, cztery, pięć albo wielokrotność pięciu osób. Najważniejszym punktem shajo jest kamiza, przyjmująca formę kamidany (ołtarzyka), flagi lub innego elementu zwracającego uwagę. Kamiza, nieraz zawierająca podwyższenie, jest miejscem z którego instruktorzy i goście honorowi mogą obserwować strzelanie. Położenie kamizy dyktowało rozłożenie pozostałych elementów. Linia z której oddaje się strzały – shai (jap. 射位) była na wprost kamizy, tak że strzelano będąc skierowanym w jej stronę. Około dwa metry w głąb shajo znajduje się honza (jap. 本座) – linia oczekiwania. Wzdłuż ściany przeciwległej do kamizy znajduje się sadamenoza – linia ukłonu w niektórych formach ceremonialnych.
W shajo mogą znajdować się również makiwary, jeżeli nie ma dla nich osobnego pomieszczenia. Makiwara to słomiany cel do którego strzela się z bardzo małej odległości (na odległość napiętego yumi trzymanego poziomo względem środka ciała). Ponieważ cel jest tak blisko i strzał raczej nie będzie chybiony, łucznik może skoncentrować się bardziej na poprawieniu techniki niż na tym, gdzie poleci strzała. Niektóre kyūdōjō z racji małych rozmiarów wyposażone są wyłącznie w makiwary. Makiwara to nie tylko przyrząd dla początkujących, istnieją ceremonialne formy strzelania do niej, zwane makiwara-sharei.
Do dodatkowego wyposażenia shajo można zaliczyć również stojaki na łuki, pojemniki na strzały, lustra, tablice do notowania wyników czy klocki do wyznaczania położenia stanowisk strzelniczych oraz shai i honzy. 

### Matoba
Matoba do zadaszenie chroniące przed słońcem i wiatrem azuchi (jap. 安土) – wał, w którym umocowane są tarcze, zwane mato. Azuchi usypuje się z mieszaniny piasku, gliny i trocin. Tarcze wiesza się tak, że ich środek jest na wysokości około 27 centymetrów. Nad wałem zwisa kurtyna zwana azuchimaku (jap. 安土幕), pełniąca dodatkową osłonę przed słońcem, ale też wyłapująca zbyt wysoko wystrzelone strzały. Matoba bywa również wyposażona w pomieszczenie do przechowywania narzędzi używanych do pielęgnacji azuchi, a podczas zawodów będące miejscem obserwacji azuchi przez sędziów.
Najczęściej azuchi oddalone jest od shai na odległość 28 metrów, dystans taki nazywany jest kinteki. Drugi najczęściej stosowany dystans to 60 metrów, nazywany enteki. Zwykle jedno kyūdōjō dysponuje warunkami do strzelania tylko na jeden z tych dystansów, choć są wyjątki.
Według dawniejszej tradycji, mato mocowane było na kopcu, który był wyższy oraz nie posiadał zadaszenia.

#### Mato
Mato wykonane są z drewnianego bębna z naklejonym papierem. Rozmiar mato są różne, ale większość mato mierzy zwykle 36 cm (lub 12 sun (jednostka miary)) średnicy – to wymiar na dystans kinteki. Dla enteki stosuje się mato półtorametrowe, najmniejsze natomiast mają średnicę 9 centymetrów. Niskie położenie jest rezultatem strzelania podczas bitew, gdzie pierwsze szeregi łuczników klęczały, trzeba było celować niżej, by ich trafić. Stosowane są najczęściej dwa typy wzorów na mato: kasumi-mato (koncentryczne kręgi), oraz hoshi-mato (jedno koło w środku). Przy specjalnych okazjach w użytku są także inne formy tarczy, takie jak sen-teki mato („cel wachlarzowy”) – używane głównie w prefekturze Tochigi, nawiązuje do opowieści o Nasu no Yoichi, który zestrzelił wachlarz z odległego okrętu, hana-mato („cel kwiatowy”) o średnicy ok. 27,27 cm, pomalowane w kwiatowe wzory, ji-mato („cel naziemny”) narysowane na ziemi, do którego strzela się parabolicznie, celując w górę czy ō-mato („wielkie mato”) o średnicy 158 cm. Istnieje również forma strzelania inagashi, gdzie nie ma fizycznego celu, a chodzi np. o strzelenie jak najdalej.

### Yamichi
Przestrzeń między shajo a matobą nazywana jest yamichi, zwykle będąca zwykłym trawnikiem lub płaskim terenem, choć zdarzają się elementy ozdobne. Wydzielona boczna część yamichi to yatorimichi (jap. 矢取道), ścieżka dla osób zbierających strzały po strzelaniu.

## Technika

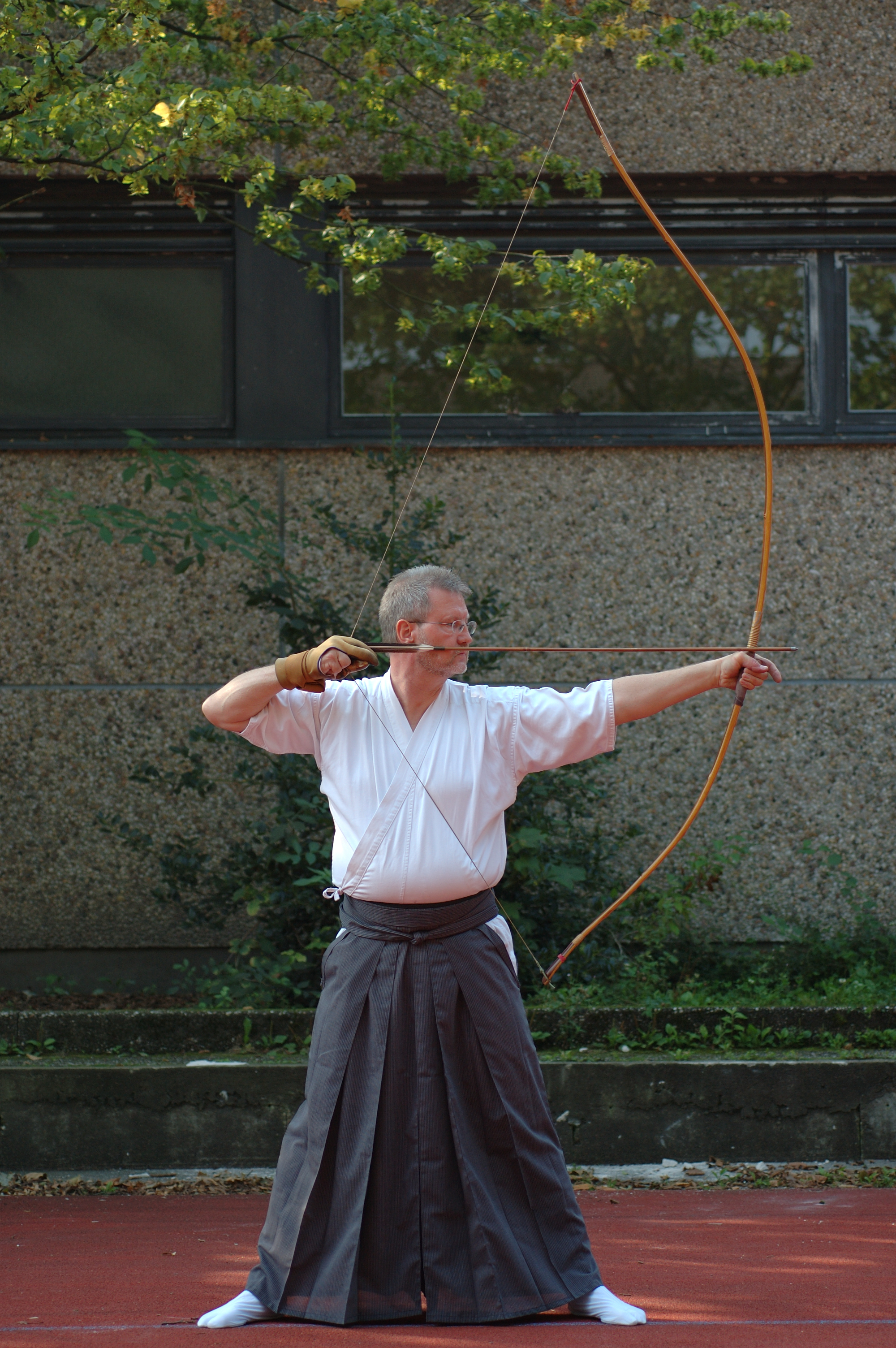
Łucznik w kai

Praktykę kyūdō można rozbić na dwa uzupełniające się elementy: strzelanie oraz kihon tai – przemieszczanie się, ukłony, a także siedzenie czy klęczenie.
Samo ćwiczenie strzelania oznacza przejście przez osiem faz, noszących nazwę hassetsu. Choć są one skodyfikowane przez ANKF, dopuszczalne są w nich warianty, wynikające z pochodzenia nowoczesnego kyūdō od różnych dawnych stylów. Dwie odmiany hassetsu to wywodzące się z łucznictwa pieszego bushakei oraz pochodzące od łucznictwa konnego, a także ceremonialnej szkoły Ogasawara, reishakei.
Kolejne kroki hassetsu to:
- ashibumi – ustawienie stóp. Jest to stawianie fundamentu pozycji strzeleckiej. Stopy rozstawione są na długość strzały, zwaną yazuka, linia wyznaczona przez duże palce stóp powinna kierować się na środek tarczy. Zarówno zbyt szerokie jak i zbyt wąskie rozstawienie stop oraz nieprawidłowy kąt między nimi (docelowo 60 stopni) wpływa na stabilność i zachowanie się strzały[22][21];
- dōzukuri – poprawienie pozycji. Łucznik ustawia się zgodnie z zasadą trzech poziomów – linie barków, bioder  i stóp powinny być równoległe. Kark i plecy są wyprostowane, łuk opiera się na lewym kolanie. Strzała haya założona jest na cięciwie, otoya trzymana jest pod nią. Prawa dłoń spoczywa na biodrze[22][21];
- yugamae – przygotowanie łuku. Tu możliwe są dwie wariacje, shamen-no kamae z łukiem ustawionym przed sobą i shomen-no kamae, z łukiem po lewej stronie. Yugamae złożone z trzech ruchów[22][21]:
  - torikake – osadzenie rękawicy na cięciwie,
  - tenouchi – założenie uchwytu na łuk,
  -  monomi – spojrzenie na cel,
- uchiokoshi – podniesienie łuku. Łucznik podnosi łuk nad głowę (przed sobą lub z lewej strony, w zależności od stylu). Strzała utrzymywana jest równolegle do podłoża. Ruch kończy się w momencie, gdy ręce będą ułożone mniej więcej pod kątem 45 stopni[22][21];
- hikiwake – napinanie łuku. Rozdzielone na dwie fazy, pierwsza nazywana jest daisan. W jej trakcie lewa ręka wypycha łuk, natomiast prawa zgina się w łokciu. Druga faza to właściwe napinanie łuku, powinny przy tym pracować głównie mięśnie pleców, a nie ręce i dłonie[22][21];
- kai – pełny naciąg. Pozornie kai może wyglądać wyłącznie jak celowanie. Kluczowe jest zgranie dwóch warunków: tsumeai – właściwego ułożenia punktów ciała i nobiai – właściwej ekspansji ciała[22][21];
- hanare – strzał. Powinien nastąpić samoczynnie, na skutek ześlizgnięcia się cięciwy z rowka rękawicy, wynikającego z pracy mięśni w kai, nie wskutek podjęcia decyzji o zwolnieniu cięciwy. Jeżeli wykonano prawidłowe tenouchi, przy hanare następuje yugaeri – obrót łuku w taki sposób, że cięciwa lekko uderzy zewnętrzną stronę przedramienia lewej ręki[22][21];
- zanshin – ciągłość. Proces strzelania nie kończy się w chwili wypuszczenia strzały, łucznik pozostaje w stanie czujności, ciało jest silne, ale nie napięte. Strzelanie kończy ruch yudaoshi, opuszczenie łuku[22][21].

## Kyūdō na świecie

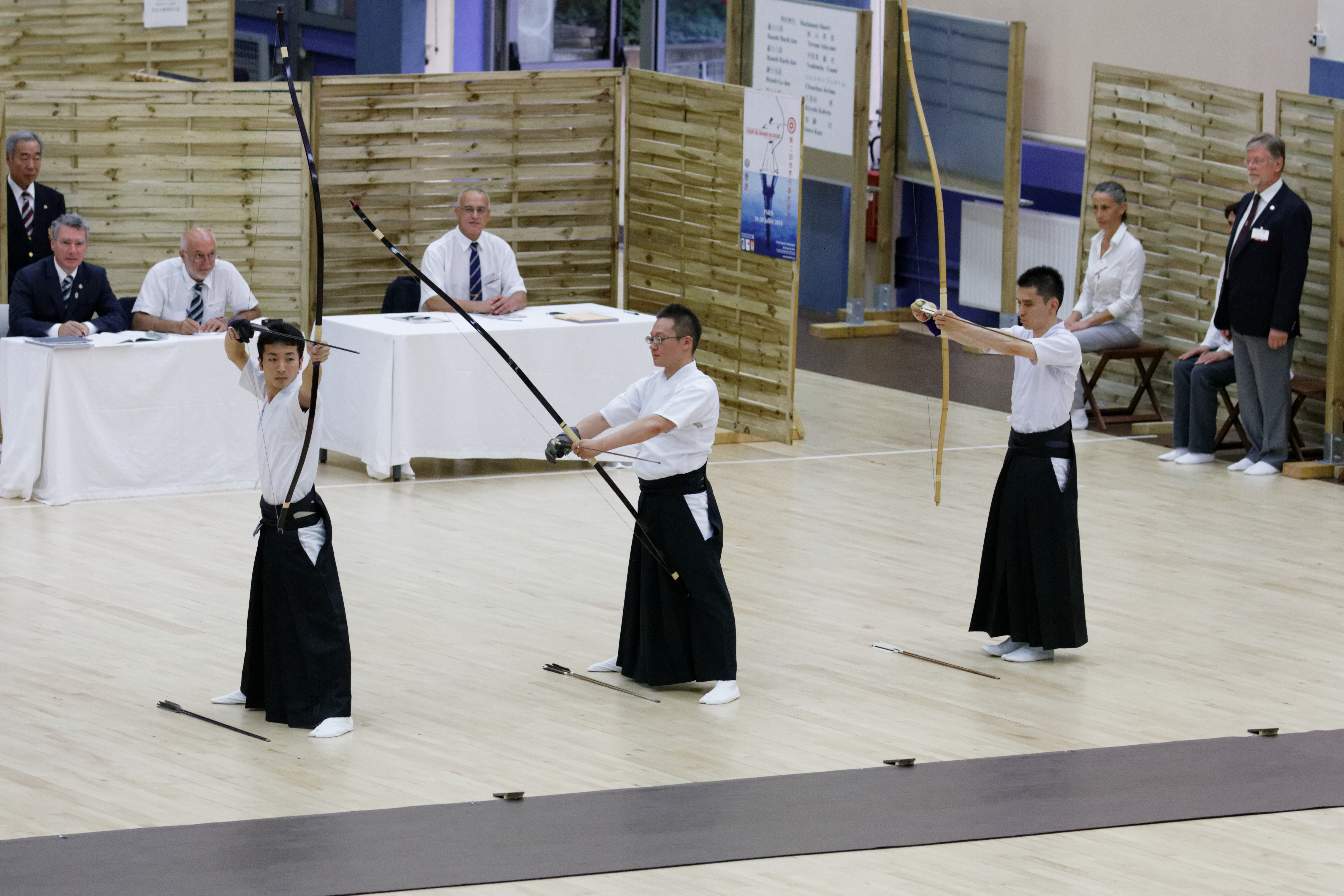
Mistrzostwa Świata Kyūdō, Paryż 2014

Japońską organizacją odpowiedzialną za ustalenie zasad współczesnego kyūdō jest Zen-Nihon Kyūdō Renmei (Wszechjapońska Federacja Kyudo, All-Nippon Kyudo Federation, ANKF), powołana w 1953.
Poza granice Japonii kyūdō zaczęło docierać na masową skalę w latach 40 XX wieku. W 2006 powołano Światową Federacja Kyūdō (International Kyudo Federatiom, IKF) z siedzibą w Tokio. Za zadanie stawia sobie promowanie kyūdō poza granicami Japonii, ustalanie reguł międzynarodowych turniejów oraz ich organizację czy wspieranie egzaminów przeprowadzanych przez ANKF. W ramach IKF zrzeszonych jest 28 krajów, z organizacją współpracuje też 19 krajów nie będących członkami federacji.

### Europa
Europejska Federacja Kyudo (European Kyudo Federation, EKF) została założona w 1980 roku, działa pod nadzorem ANKF i IKF. W jej strukturach zrzeszone są 24 kraje, a Grecja ma status kraju stowarzyszonego. EKF ma uprawnienia do przeprowadzania egzaminów na stopnie od shodan (1. dan) do godan (5. dan), okazjonalnie również na rokudan (6. dan) i stopień instruktorski Renshi. Według danych na 2022 rok, w Europie w ramach organizacji krajowych kyūdō trenuje 3430 osób, z czego  1715 osiągnęło przynajmniej pierwszy stopień dan. Liczba klubów/dōjō to 240.

#### Francja
Praktykowanie kyūdō rozpoczęło się we Francji w 1978 roku. Wtedy powstała organizacja Fédération Française de Kyudo Traditionnel. W 2017 roku federację rozwiązano, a założono Comité National de Kyudo, podlegające pod Fédération Française de Judo et Disciplines Associées. We Francji ćwiczy ponad 800 osób.

#### Islandia
Rozwój kyūdō na Islandii rozpoczął się w 1982 roku, dzięki Tryggviemu Sigurðssonowi, który poznał łucznictwo podczas pobytu we Francji. W 1984 założono organizację Íslenska Kyudofélagið, będącą członkiem zarówno IKF jak i EKF. Sam Tryggvi Sigurðsson przez wiele lat był prezesem Europejskiej Federacji, osiągnął 7 dan i tytuł kyoshi. Na Islandii kyūdō praktykuje 16 osób.

#### Niemcy
Kyūdō pojawiło się w Niemczech po raz pierwszy podczas seminarium w Hamburgu w 1969 roku. Dalszy rozwój odbywał się głównie za pośrednictwem profesora Inagaki Genshirō. Szacuje się, że łucznictwo w Niemczech trenuje około 1160 osób, zrzeszonych w Deutscher Kyudo Bund e.V.. Od 1978 co roku odbywają się mistrzostwa Niemiec.

#### Polska
Początki kyūdō w Polsce sięgają lat 90 XX wieku, kiedy odbyła się pierwsza udokumentowana prezentacja łucznictwa, a w 1999 zaczęła działać pierwsza grupa. W 2001 roku pierwsza osoba z Polski zdobyła stopień dan podczas egzaminu w Japonii. Pierwsze ośrodki zaczęły nabierać formalnego charakteru w 2008 roku, kiedy zarejestrowano jako stowarzyszenia kluby we Wrocławiu, Pabinicach i Warszawie. W 2008 roku pierwszy uczestnik z Polski brał udział w seminarium EKF, a w 2010 reprezentacja wzięła udział w pierwszym turnieju Sekai Kyudo Taikai w Tokio. Główna organizacja reprezentująca japońskie łucznictwo w Polsce, Polskie Stowarzyszenie Kyūdō, powstała w 2012 roku. Szacuje się, że w Polsce trenuje około 90 osób. Polskie Stowarzyszenie Kyūdō od 2015 jest zrzeszone w Europejskiej Federacji Kyudo, a od 2018 w Międzynarodowej Federacji Kyudo. W lipcu 2019 roku po raz pierwszy zorganizowano w Polsce seminarium i sesję egzaminacyjną Międzynarodowej Federacji Kyudo. Wydarzenie odbyło się w Poznaniu. Według danych na 2022 rok, w ramach Polskiego Stowarzyszenia Kyūdō zrzeszonych było 69 osób.

#### Wielka Brytania
Japońskie łucznictwo po raz pierwszy pojawiło się w Wielkiej Brytanii w 1968 roku, kiedy Heijiro Anzawa (uczeń Kenzō Awy) odwiedził Londyn podczas podróży do Niemiec, na grób Eugena Herrigela. Razem z nim podróżował Hideharu Onuma (autor „Kyudo, japońska sztuka łucznictwa”). Pod wpływem pokazu George Ingham i David Chambers udali się do Japonii, by poznawać kyūdō. Po powrocie 1969 założyli dwa pierwsze dōjō w Londynie. United Kingdom Kyudo Association założono w 1975 roku. W Wielkiej Brytanii praktykuje około 90 osób.

## Główne szkoły

### Honda-ryū
Założycielem szkoły był Toshizane Honda, który praktykę kyūdo zaczął od szkoły Heki-ryu Edo Chikurin-ha. Po restauracji Meiji porzucił łucznictwo, by powrócić do niego po wielu latach. Został nauczycielem na Uniwersytecie Tokijskim, prywatnym uniwersytecie Gakushuin i w Chibie. Jako poważany mistrz, otrzymał możliwość nauczania na Uniwersytecie Tohoku w Sendai. Tam nauczał Edo Chikurin, stylu korzystającego z techniki shamen uchiokoshi, tak jak wiele szkół bojowych. Jednocześnie Toshizane Honda znał również szkołę Ogasawara-ryū, używającą techniki shomen uchiokoshi. Podczas nauczania, Honda w formie Edo Chikurin zaczął nauczać shomen uchiokoshi. Sam nie nadał nazwy nowemu stylowi, jednak jego uczniowie, rozjeżdżający się po kraju po studiach i przekazujący wiedzę dalej, nazywali go Honda-ryū. Szkoła koncentrowała się na rozwoju sportowym i wychowaniu fizycznym.
Dzięki zaangażowaniu uczniów, przekazujących dalej wiedzę, oraz rozwój klubów kyūdo, styl Honda przyczynił się do przywrócenia łucznictwu popularności. Niektórzy przewodniczący ANKF wywodzą się ze stylu Honda, zaś przy opracowywaniu standardów współczesnego kyūdo, technika strzelania była mocno zaczerpnięta z Honda-ryū. Jednym z uczniów Hondy był Kenzō Awa, nauczyciel Eugena Herrigela.
Toshizane Honda zmarł w 1917 roku. Po nim sōke został Toshitoki Honda (1901-1945), Toshinari Honda (1934-1994), a następnie Toshinaga Honda (1968-). Organizacją dbającą o rozpowszechnianie nauki stylu jest Honda-ryu Seikyukai (jap. 本多流生弓会), powołana w 1925 roku. Głównym kyūdōjō szkoły jest Uniwersytet Tokijski, gdzie znajduje się większość pamiątek po założycielu.
Styl Honda charakteryzuje się m.in. wysokim uchiokoshi (podniesieniem łuku), długim daisan (pierwszy etap napinania łuku), dalszym naciąganiem strzały i krótszym hanare („trwanie” po strzale). Procedura strzelania nie jest nazywana hassetsu, ale shichodo.

#### Honda-ryū poza Japonią
Styl Honda-ryū poza Japonią praktykowany jest głównie w Europie, w pięciu krajach (Francja, Anglia, Niemcy, Austria, Polska). Organizacją dbającą o rozwój stylu poza Japonią jest Ōshū Seikyukai (jap. 欧州生弓会). W czerwcu 2019 roku odbyło się pierwsze poza Japonią oficjalne seminarium i egzaminy Honda-ryū, na miejsce wydarzenia wybrano Warszawę.

### Ogasawara-ryū

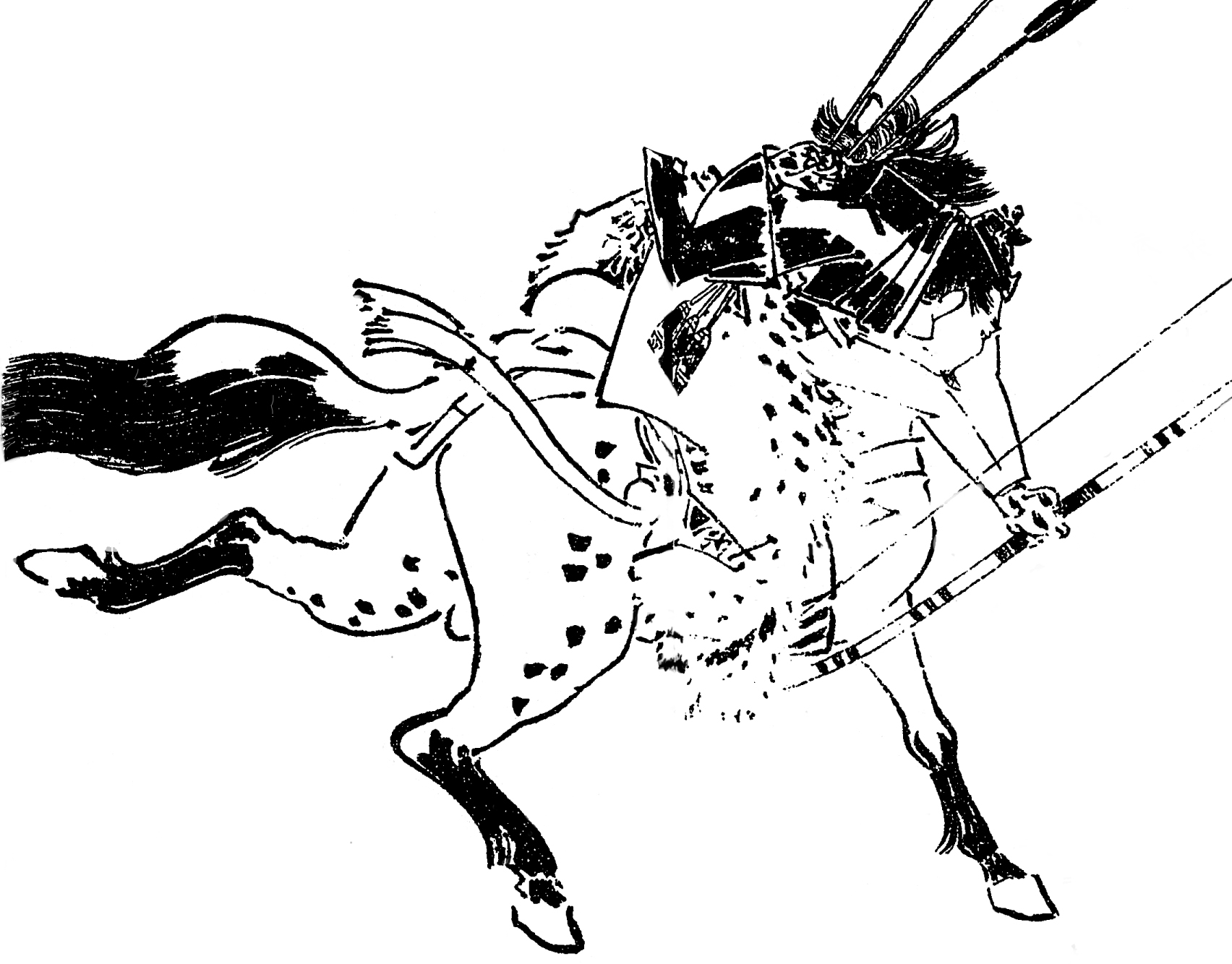
Nagakiyo Ogasawara podczas yabusame

Rodzina Ogasawara wywodzi się od cesarza Seiwa, jednak dopiero za panowania cesarza Takakura otrzymała nazwisko oraz mon. Za protoplastę rodu uznawany jest Nagakiyo Ogasawara (jap. 小笠原長清 Ogasawara Nagakiyo; ur. 5 marca 1162, zm. 12 sierpnia 1242). Został osobistym nauczycielem sioguna Yoritomo Minamoto, a jego nauki stały się początkiem Ogasawara-ryū. Szkoła doskonaliła przede wszystkim łucznictwo konne i łucznictwo piesze, zwłaszcza ceremonialne. Z czasem, kiedy głową rodziny był Sadamune Ogasawara, do dwóch odmian łucznictwa dołączono również etykietę.
Wiele tradycji rodu Ogasawara przepadło w okresie Muromachi, jednak na polecenie sioguna Yoshimune Tokugawy zostały odtworzone przez Heibei Tsuneharu Ogasawarę (1666-1747).
Do okresu Meiji, ród utrzymywał się ze służby kolejnym siogunatom, co skończyło się wraz z upadkiem siogunatu. Ród podjął też decyzję, że nauczanie, szczególnie etykiety, nie może być źródłem utrzymania. W 1880 roku Kiyokane Ogasawara  otworzył w Kandzie publiczną szkołę etykiety. 32. zwierzchik szkoły, Kiyomoto Ogasawara, założył organizację non-profit zajmującą się promocją zajęć z etykiety wśród dzieci

#### Łucznictwo konne
W szkole Ogaswara, poza celami wojennymi, łucznictwo konne (kisha (jap. 騎射) lub kyubajutsu (jap. 弓馬術)) wykorzystywane było w trzech dyscyplinach, z których tylko dwie dotrwały XX wieku:
- yabusame – strzelanie do trzech celów rozmieszczonych na trasie o długości ok. 250 metrów. Łucznicy noszą strój do polowań z okresu Kamakura. Heibei Tsuneharu Ogasawara brał udział w ceremonii yabusame za czasów sioguna Yoshimune Tokugawy. Jest to jedyna dyscyplina z trzech, która nie zmieniła swojej formy od czasu jej ustalenia[44].
- kase-gake – istnieją dwie fomy: en-kasa-gake i ko-kasa-gake. Pierwsza wywodzi się z polowań na bażanty i inne ptactwo – cele są małe i położone bliski trasy przejazdu konia – tradycyjnie cel liczył ok. 12 cm, położony był na słupku o wysokości 36 cm w odległości 30 cm od toru. W drugiej cel jest większy, ale i położony dalej – tradycyjnie 55 cm w odległości 20 metrów. W nowoczesnym podejściu do en-kasa-gake używa się celów większych i dalej położonych niż tradycyjnie, zaś w ko-kasa-gake cel jest umiejscowiony bliżej[44].
- inu-ou-mono – strzelano do psów uwiązanych na 15-metrowym sznurze. Dyscyplina wywodzi się z Chin. W Japonii zaczęła być uprawiana w okresie Kamakura[45]. Jeden z ostatnich zarejestrowanych przypadków miał miejsce w 1879 roku, kiedy cesarz Meiji gościł generała Ulyssesa Granta. Niedługo potem ze względu na ochronę zwierząt, zaprzestano uprawiania tej dyscypliny[44].

#### Łucznictwo piesze

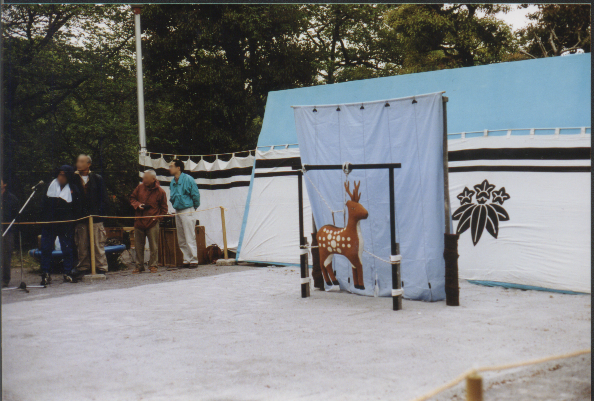
Cel w kształcie jelenia wykorzystywany przy kusajishi-shiki

Szkoła Ogasawara związana jest z kilkoma charakterystycznymi ceremoniami:
- Hiki-me – wystrzelenie strzały o specjalnym grocie, wykonanym z drewna paulowni, który w locie gwiżdże. Dźwięk ten ma odganiać złe siły. Istnieje kilka wariantów ceremonii, w zależności od okoliczności:
  - Tanjō-hikime – odprawiana dla kobiety w piątym miesiącu ciąży, za zdrowie i rozwój jej dziecka.
  - Yagoshi-no-hiki-me – ceremonia rozpraszająca złowieszczą obecność i choroby. Odprawiana każdego 5 maja podczas Aoi-matsuri w świątyni Shimogamo.
  - Harai-no-hiki-me – ceremonia używana jako modlitwa podczas egzorcyzmów[44].
- Ōmato-shiki – źródła ceremonii szuka się za czasów panowania cesarza Seinei. Odprawiana corocznie 4 dnia roku. Rytuał zaczął zanikać w pewnym momencie, został jednak przywrócony przez Tsuneharu Ogasawarę, który odprawił go w ogrodzie Fukiage. Współcześnie najczęście odprawia się go w chramie Meiji[44].
- Momote-shiki – tradycyjnie brało w niej udział dziesięciu łuczników, każdy oddający dwadzieścia strzałów – współcześnie liczba uczestników jest większa. Kolejne strzały oddawane są ze stałym rytmem[44].
- Kusajishi-shiki – strzelanie do celu w kształcie jelenia. Tradycja podaje, że Yoritomo Minamoto nie potrafił trafić w cel podczas polowania. Nagakiyo Ogasawara doradził mu przygotowanie celu w kształcie jelenia, wykonanego z trawy, na którym mógłby ćwiczyć strzelanie z grzbietu konia. Z czasem kusajishi-shiki stało się dyscypliną pieszą. Sama nazwa kusajishi (jap. 草鹿) oznacza jelenia wykonanego z trawy[44][46].